# Herofon
Herofon var et varemærke for radioer lavet af Hede Nielsens fabrikker i Horsens.
I 1928 gik Ove Hede-Nielsen i gang med at fremstille radioapparater under navnet Herofon.
Senere gik Hede-Nielsen fabrikkerne i gang med radio og TV under navnet Arena.